# 中共中央交通工作部
中共中央交通工作部，是中国共产党第八届中央委员会下设的部。

## 历史
1956年11月，中共中央工业交通工作部分建为中共中央工业工作部、中共中央交通工作部。1957年1月，中共中央交通工作部开始办公，其任务主要是：管理铁道、交通、邮电系统的干部，检查党的决议、政策在铁道、交通、邮电部门贯彻执行情况，管理铁道、交通、邮电系统党的基层组织工作，指导铁道、交通、邮电部门政治机关的工作.交通工作部于1960年10月撤销。

## 领导人
部长：曾山（1956年11月—1960年10月）

## 机构设置
- 办公厅
- 干部管理处
- 铁道工作处
- 交通工作处
- 邮电工作处